# Taffy Williams
Hugh „Taffy“ Williams (* 1933, 1934 oder 1936 in Glamorgan, Wales; † 3. Januar 1996 in Edmonton) war ein Söldner im Kongo und im Biafra-Krieg.

## Leben

### Simba-Rebellion im Kongo
Williams wuchs in Südafrika auf, wo er sein militärisches Training erhielt. Frederick Forsyth zufolge verbrachte er einige Zeit in einer Nervenklinik. Im September und Oktober 1965 kämpfte er in der Söldnertruppe 5. Kommando unter Mike Hoare als Feldwebel in der Force Oscar im Kongo. In der Operation Banzi ging die Einheit gegen die Simba-Rebellen in der Gegend um Fizi und Baraka vor. Mit der Auflösung der Einheit im April 1967 verließ Williams den Kongo mit einer Abfindung in Höhe des dreifachen Monatssoldes. In London wartete er mit rund 30 anderen Söldnern auf neue Aufträge. Sein Dienstgrad in dieser Zeit wurde mit Hauptfeldwebel angegeben.

### Biafra-Krieg
Während des Biafra-Krieges diente Taffy Williams im Rang eines Majors in den Streitkräften Biafras in der 4th Commando Brigade unter Rolf Steiner. Zu Beginn des Jahres 1968 hielt Williams mit 100 Kommando-Soldaten und 7000 Freiwilligen eines Igbo-Stammes zwölf Wochen lang den Angriffen einer nigerianischen Division stand. Ihr gelang der Durchbruch erst nach der Abberufung von Williams. Im Juli 1968 hatten Steiner und Taffy ihre Aufgaben so geteilt, dass Steiner für die Führung und Stabsaufgaben der Brigade und Williams für die eigentlichen Kämpfe verantwortlich war. Als im August die Streitkräfte Nigerias über den Fluss Imo setzten, um auf die Stadt Aba vorzurücken, verzögerte Williams’ Einheit den Vormarsch in einer der blutigsten Schlachten des Krieges für drei Tage, bis ihr die Munition ausging. Williams und Steiner entgingen nach dem Fall von Aba nur knapp der Gefangenschaft. Nach der Abschiebung Steiners im November 1968 war Williams einer der letzten drei weißen Söldner bei den Landstreitkräften Biafras (In den Luftstreitkräften diente der Deutsche Friedrich Herz noch bis Dezember 1969).
Er übernahm von Steiner die Führung Vierten Kommando-Brigade. Beim gescheiterten Angriff auf Onitsha exekutierte Williams mit seinem Revolver sechs Biafra-Soldaten, die sich weigerten, vorzugehen. Nach dem Angriff wurde die Vierte Kommando-Brigade aufgelöst. Taffy Williams wurde nur noch mit Ausbildungsaufgaben betraut, nicht mehr mit einem Frontkommando. Mit dem Auslaufen seines Vertrags zu Beginn des Jahres 1969 wurde dieser nicht mehr verlängert. Als einziger Söldner der Landstreitkräfte erfüllte Williams seine beiden Verträge über jeweils sechs Monate für die volle Dauer. In einem Fernsehinterview hatte er zuvor angekündigt: „Ich bleibe bis zum Ende des Krieges in Biafra. Und dann ziehe ich in den nächsten.“. Stattdessen verbrachte er ein Jahr auf Mallorca, wo er vergeblich auf den nächsten Auftrag wartete.

### Persönlichkeit
Ein Augenzeuge beschrieb Williams als geselligen Menschen und starken Raucher, dessen Gesichtszüge an Peter O’Toole erinnerten. Das Nachrichtenmagazin Time berichtete, dass Williams seine einheimischen Soldaten ständig beschimpfte und sie mit dem Tode bedrohte.
Nach dem Ende des Biafra-Krieges klagte Williams im Spiegel 1970 über mangelnde Angebote für Söldner: „Es ist zum Verzweifeln. Im Moment bin ich in einer Stimmung, in der ich praktisch für nichts kämpfen würde.“
Dem Guardian-Korrespondenten Anthony Mockler zufolge war Taffy Williams Vorbild für die Hauptfigur in Frederick Forsyth Roman Die Hunde des Krieges.